# Fossa regia
Die Fossa regia war eine von Scipio Aemilianus gezogene Grenzlinie zwischen der nach Ende des Dritten Punischen Krieges 146 v. Chr. neu eingerichteten römischen Provinz Africa und dem Königreich Numidien des verbündeten Massinissa.
Sie verlief etwa folgendermaßen:

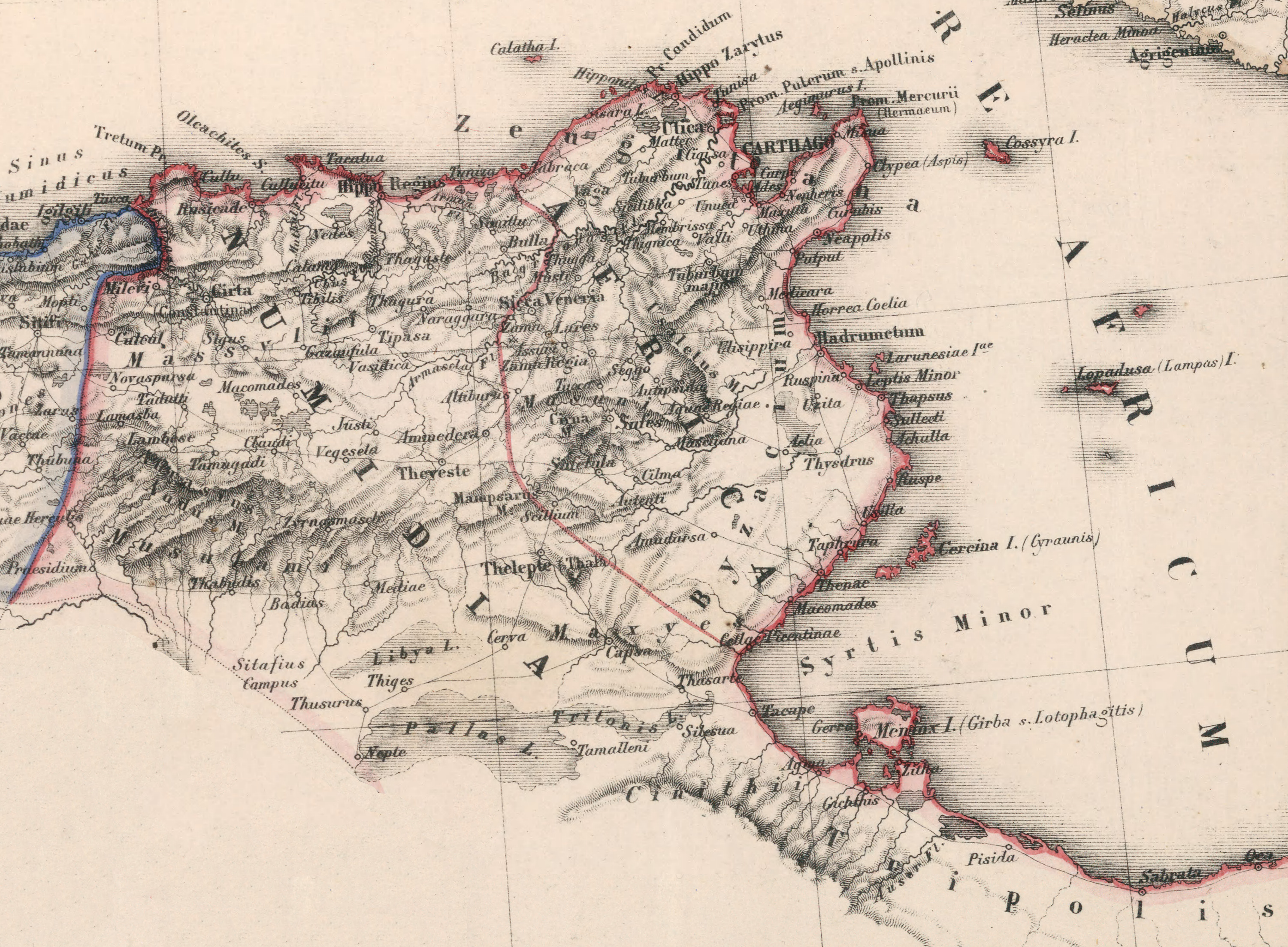
Karte Numidiens und der Provinz Africa mit der Fossa Regia

- von der Mündung des Flusses Tusca (heute Kébir) bei Thabraca (Tabarka)
- östlicher Rand des Gebiets von Vaga (Béja)
- nahe Tichilla (Testour)
- nahe Thimissua (Gaâfour)
- nahe Saradi (Henchir Seheli?)
- Nähe Abthugni (Henchir es-Souar)
- Thenai (Thyna)

Der Verlauf ist durch zehn Grenzsteine bezeugt:
- BCTH (Bulletin Archéologique du Comité des Travaux Historiques) 1932–1933, 152
- CIL VIII Suppl. 4, 25860
- BCTH  1911, 402–404
- CIL VIII Suppl. 4, 25967
- BCTH  1934–1935, 391
- BCTH  1938–1940, 204
- CIL VIII Suppl. 4, 23084.

Nachdem Gaius Iulius Caesar die Gebiete des numidischen Königs Juba I., eines Anhängers des Gnaeus Pompeius Magnus, nach der Schlacht bei Thapsus 46 v. Chr. annektiert und zur römischen Provinz Africa nova umgeformt hatte, bildete die Fossa regia die Grenze zwischen der neuen und der alten Provinz Africa vetus. 27 v. Chr. wurden beide Provinzen von Augustus zur Africa proconsularis zusammengefasst.